# Johannes Hegner
Johannes (auch Hans) Hegner (* 11. Mai 1924 in Plauen; † 7. Juli 1979 ebenda) war ein deutscher Maler, Grafiker und Restaurator.

## Leben und Werk
Heger absolvierte in Plauen eine Lehre als Dekorationsmaler und arbeitete bis zur Teilnahme am Zweiten Weltkrieg und der Kriegsgefangenschaft in seinem Beruf. Daneben betätigte er sich autodidaktisch als Kunstmaler. Nach Kriegsende arbeitete er in Plauen als freischaffender Grafiker.
Von 1951 bis 1955 studierte er bei Erich Fraaß, Rudolf Bergander und Hans Grundig an der Hochschule für Bildende Künste Dresden. Schon 1953 wurde Heger Mitglied des Verbands Bildender Künstler der DDR. Für seine Diplomarbeit schuf er das Ölgemälde Erntefest.
Nach dem Studium ließ Heger sich in Plauen als freischaffender Maler nieder. Seine Bilder sind typische Beispiele des sozialistischen Realismus in der DDR.
Ab 1972 sicherte Heger sein Einkommen vor allem als Restaurator und Kopist altmeisterlicher Bilder. Für diese Gemäldekopien benutzte er das Pseudonym H. Coreli. Heger unternahm Studienreisen nach Bulgarien, Polen und in die Sowjetunion.

## Werke (Auswahl)

### Tafelbilder
- Bekanntmachung (1945/1946, Öl; Vogtlandmuseum Plauen)
- Pionier beim Zeichnen (Öl, 70 × 91 cm; auf der Dritten Deutschen Kunstausstellung)[4]
- Mein Sohn Bernd (1954, Öl, 60 × 46 cm)[5]
- Held der Arbeit Liane Hohlfeldt (1962, Öl; auf der Fünften Deutschen Kunstausstellung)[6]
- Bildnis Herlinde Brunner, zweifache Aktivistin und Mitglied des Bundesvorstands des FDGB (1964, Öl, 86 × 126 cm; Sächsischer Kunstfonds)

### Druckgrafik
- An der Talsperre Pöhl (um 1970, Linolschnitt, 17,5 × 43 cm)[7]

### Aquarelle
- Alte vogtländische Eiche (1946, 20 × 27 cm)[8]
- Altmarkt von Plauen (um 1960)[9]

### Gemäldekopien
- Der Trompeter (nach Wilhelm von Diez, 1885)[10]

## Ausstellungen
- 1953 und 1962/1963: Dresden, Dritte und Fünfte Deutsche Kunstausstellung
- 1961: Berlin, Deutsche Akademie der Künste („Junge Künstler. Malerei“)
- 1963: Karl-Marx-Stadt, Museum am Theaterplatz („10 Jahre Architektur, bildende Kunst und bildnerisches Volksschaffen in Karl-Marx-Stadt“)[11]
- 1976: Karl-Marx-Stadt, Städtische Museen („Jugend und Jugendobjekte im Sozialismus“)

### Postum
- 1984/1985 Karl-Marx-Stadt, Städtisches Museum am Theaterplatz („Retrospektive 1945 – 1984. Bildende Kunst im Bezirk Karl-Marx-Stadt“)
- 1986/1987: Suhl („Das sicher sei, was uns lieb ist“. Ausstellung zum 40. Jahrestag der Gründung der Grenztruppen der DDR)